# 대흥아이비엔
대흥아이비엔 주식회사 (Daeheung IBN Co., Ltd.)는 1969년 정명선 회장이 설립한 대한민국의 제약 및 식품 포장용 플라스틱 성형 용기 제조업체이다. 대흥아이비엔 본사는 경기도 평택시 청북읍 청오로 367-49에 위치하고 있으며, 현재는 정정훈 사장이 대표이사로 사업을 영위 중이다.

## 연혁
- 1969년 대흥플라스틱 공업사 설립
- 1983년 서울특별시 구로구 고척동으로 공장 이전
- 1994년 인천광역시 남동공단으로 공장 신축 및 이전
- 1999년 대흥플라스틱 주식회사로 법인 전환
- 2000년 경기도 평택시로 공장 신축 이전 및 대흥아이비엔 주식회사로 상호 변경
- 2001년 품질 경영 시스템 ISO9001 인증 획득
- 2009년 FDA DMF(Drug Master Files) 등록 (Type Ⅲ)
- 2018년 '2018년 기술평가 우수 기업 인증(기술명칭: 플라스틱 약품용기 제조)' - 나이스평가정보(주)[1]
- 2018년 의약품 1차 포장재료에 대한 GMP(Good Manufacturing Practice) 및 ISO 9001의 적용을 위한  특정요구사항인 ISO 15378 인증 획득
- 2019년 '2019년 기술평가 우수 기업 인증(기술명칭: 플라스틱 약품용기 제조)' - 나이스평가정보(주)[2]
- 2020년 고려사이버대학교(CUK)와 우수 인재 양성을 위한 교육 협약 체결
- 2021년 브랜드 'UCOV' 특허청 상표 등록 완료 (등록번호 4017186660000)
- 2021년 기술혁신형중소기업(Inno-Biz) 인증 - 중소벤처기업부 (제210601-01899호)
- 2021년 경영혁신형중소기업(Main-Biz) 인증 - 중소벤처기업부 (제210601-03025호)
- 2021년 연구전담부서 설립 및 인정 - 한국산업기술진흥협회
- 2021년 브랜드 'UCOV' 폐 계란 껍데기를 이용한 플라스틱 약품 용기 개발하여 글로벌 시험 기관 SGS로 부터 탄소저감 및 플라스틱 사용 저감에 대한 Eco Product 인증 획득
- 2022년 유엔경제사회이사회(ECOSOC) 특별협의지위기구 UN SDGs협회 공식 파트너십 협약 체결
- 2022년 혁신 성장 유형 벤처기업 인증 - 벤처기업협회
- 2022년 제16회 대한민국 녹색에너지 우수기업 대상 선정 (선정내역:녹색제품 농업 폐기물 활용 플라스틱 제약 포장 용기) - 한국일보
- 2022년 '기후변화 대응 및 플라스틱 저감 유엔 자발적 공약 GRP(Guidelines for Reducing Plastic Waste & Sustainable Ocean and Climate Action Acceleration) AA+등급 부여
- 2022년 환경 경영 시스템 ISO14001 인증 획득
- 2022년 '2022 지속가능개발목표 경영지수 (SDGBI) 우수그룹' 선정 - UN SDGs협회
- 2022년 '2022 글로벌 지속가능기업 100' 선정 - UN SDGs협회
- 2023년 바이오매스 칼슘을 활용한 친환경 플라스틱 용기 모델 유엔환경계획(UNEP) 플라스틱 오염에 관한 정부간 협상위원회 의견문 제출
- 2023년 우수기술기업 인증 (약품용 플라스틱 용기 사출성형 기술) - SCI평가정보

## 참조
1. ↑  “NICE기업정보”. 2020년 3월 13일에 확인함.
2. ↑  “NICE기업정보”. 2020년 3월 13일에 확인함.